# Jack Kevorkian
Jacob Kevorkian, detto Jack (Pontiac, 26 maggio 1928 – Royal Oak, 3 giugno 2011), è stato un medico, pittore e compositore statunitense.

## Biografia
Di ascendenza armena, secondo di tre figli, Margo (1926-1994) e Flora (1931-1962). Kevorkian è noto per aver praticato il suicidio assistito su 129 malati terminali, e per aver praticato l'eutanasia sul 130º paziente. Kevorkian, medico patologo, dopo essersi diplomato con lode all'età di 17 anni, si è laureato nel 1952 alla Medical School dell'Università del Michigan, ad Ann Arbor.
Nel 1980 Kevorkian ha scritto una serie di articoli in una rivista tedesca per la Medicina e una legge sull'etica dell'eutanasia. Come lui stesso affermò frequentemente, non era un sostenitore del suicidio assistito, ma un sostenitore di chi, nel pieno delle sue facoltà mentali, ha diritto di scegliere, in condizioni di patologia grave e incurabile, se continuare a vivere oppure no. Questa sua teoria, che gli valse il nomignolo di Dottor Morte, lo portò ad essere considerato alla stregua di un serial killer appartenente al ramo degli Angeli della Morte.
Venne quindi condannato a 25 anni di reclusione per omicidio di secondo grado. Kevorkian scontò parte della condanna - a partire dal 1999 - nel carcere di Lakeland, nel Michigan. Venne rilasciato il 1º giugno 2007 dopo 8 anni di carcere, a condizione che non offra consigli, partecipi o sia presente all'atto di qualsiasi tipo di eutanasia ad altra persona, né che promuova o parli della procedura di suicidio assistito. Inoltre, come parte dell'accordo, venne condannato a un regime di libertà vigilata per i successivi 3 anni. Sebbene la condanna gli precludesse la partecipazione alle Commissioni, Kevorkian si candidò come indipendente alla Camera. Da tempo malato ai reni e al cuore, nel maggio del 2011 venne ricoverato all'ospedale William Beaumont di Royal Oak, dove morì il 3 giugno 2011 a causa di una trombosi polmonare.

## Carriera musicale
Kevorkian era un musicista e compositore jazz. La fondazione di autodeterminazione EXIT con sede a Ginevra ha incaricato il direttore d'orchestra David Woodard nel 1999 di preparare le opere per organo di Kevorkian per ensemble di fiati.

## Influenza culturale
Nel 2010 è stato girato un film intitolato You Don't Know Jack - Il dottor morte sulla sua vita, interpretato da Al Pacino.
Nel 1999 Kurt Vonnegut scrisse Dio la benedica, dottor Kevorkian (God Bless you, Dr. Kevorkian), un libro in cui l'autore si fa assistere dal medico per fare dei "viaggi con ritorno" in paradiso per intervistare personaggi famosi deceduti.
La copertina dell'album Paegan Terrorism Tactics della band sludge metal Acid Bath raffigura un dipinto di Kevorkian.
La band heavy metal Anvil ha dedicato al medico la canzone Doctor Kevorkian nell'album del 1996 Plugged in Permanent.
La band industrial EBM Kevorkian Death Cycle è considerata crociata per il diritto alla morte, in omaggio a questo medico.